# Mirror to the Sky
Mirror to the Sky è il ventitreesimo album in studio del gruppo musicale inglese Yes, pubblicato nel 2023.

## Tracce
1. Cut from the Stars – 5:25 (Jon Davison, Billy Sherwood)
2. All Connected – 9:02 (Davison, Steve Howe, Sherwood)
3. Luminosity – 9:04 (Davison, Howe, Sherwood)
4. Living Out Their Dream – 4:45 (Howe, Geoff Downes)
5. Mirror to the Sky – 13:53 (Davison, Howe)
6. Circles of Time – 4:59 (Davison)

- Disco Bonus

1. Unknown Place – 8:15 (Howe)
2. One Second Is Enough – 4:04 (Howe)
3. Magic Potion – 4:08 (Howe)

## Copertina
La copertina del disco è stata realizzata dall'artista Roger Dean.

## Classifiche
| Classifica (2023) | Posizione raggiunta |
| ----------------- | ------------------- |
| Italia            | 61                  |
| Regno Unito       | 30                  |